# Browky Druhi
Browky Druhi (ukr. Бровки Другі) – wieś na Ukrainie, w obwodzie żytomierskim, w rejonie berdyczowskim, w hromadzie Andruszówka, nad rzeką Nastią. W 2001 roku liczyła 153 mieszkańców.